# 전기 기호
전기 기호(電氣記號)는 다양한 전기적, 전자적 기기들(전선, 전지, 저항기, 트랜지스터 따위)을 전자 회로 도식으로 나타내는데 쓰이는 픽토그램이다.

## 기호 표준
회로도에 기호를 나타낼 때 특정 국가 및 국제적 표준이 몇 가지 존재하는데, 특히 다음과 같다:
- IEC 60617 (영국 표준 BS 3939)
- ANSI 표준 Y32 (IEEE Std 315)

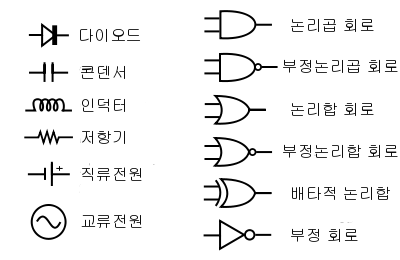
일반적으로 쓰이는 전기 기호

- 오스트레일리아 표준 AS 1102

## 참조 지시자
| 지시자      | 부품 종류                                      |
| ----------- | ---------------------------------------------- |
| AT          | 감쇠기                                         |
| BR          | 브리지 정류기                                  |
| BT          | 전지                                           |
| C           | 축전기                                         |
| CN          | 축전기 네트워크                                |
| D           | 다이오드                                       |
| DL          | 지연선                                         |
| DS          | 디스플레이                                     |
| F           | 퓨즈                                           |
| FB 또는 FEB | 페라이트 비드                                  |
|             | 위치 표시자                                    |
| J           | 전기 단자                                      |
| JP          | 점퍼                                           |
| K           | 전자계전기                                     |
| L           | 코일 (인덕터)                                  |
| LS          | 스피커 또는 버저                               |
| M           | 전동기                                         |
| MK          | 마이크로폰                                     |
| MP          | 기계 부품 (나사, 잠그개 등)                    |
| P           | 플러그 단자                                    |
| PS          | 전원 공급 장치                                 |
| Q           | 트랜지스터 (모든 종류)                         |
| R           | 저항기                                         |
| RN          | 저항기 네트워크                                |
| RT          | 서미스터                                       |
| RV          | 배리스터                                       |
| S           | 개폐기 (눌림 단추를 포함한 모든 종류의 스위치) |
| T           | 변압기                                         |
| TC          | 열전대                                         |
| TUN         | 튜너                                           |
| TP          | 테스트 포인트                                  |
| U           | 집적 회로                                      |
| V           | 진공관                                         |
| VR          | 가변저항                                       |
| X           | 트랜스듀서 (변환기)                            |
| Y           | 결정 또는 발진기                               |
| Z           | 제너 다이오드                                  |

## 같이 보기
- 회로도
- 전기 회로